# Língua caracalpaque
O caracalpaque (Qaraqalpaq tili em alfabeto latino, Қарақалпақ тили em cirílico), é uma língua túrquica falada pelos caracalpaques no Caracalpaquistão, Uzbequistão. O caracalpaque é membro do ramo quipechaco das línguas túrquicas, que inclui o tártaro, o cumique, o nogai, o cazaque, entre outras. Assim como a língua turca, o caracalpaque tem harmonia vocálica, é aglutinante e não possui gênero gramatical. É dividido em dois dialetos: caracalpaque do nordeste e caracalpaque do sudeste. O idioma está intimamente relacionado com o cazaque.

## Distribuição geográfica
A língua caracalpaque é falada principalmente na República Autônoma do Caracalpaquistão, no Uzbequistão. Aproximadamente 2.000 pessoas no Afeganistão e diáspora menor em partes da Rússia, Cazaquistão, Turquia e outras partes do mundo falam caracalpaque.

### Estatuto oficial
O caracalpaque tem estatuto de língua oficial na República Autônoma do Caracalpaquistão.
| A a | Á á | B b | D d | E e   | F f   | G g |
| Ǵ ǵ | H h | X x | Í ı | I i   | J j   | K k |
| Q q | L l | M m | N n | Ń ń   | O o   | Ó ó |
| P p | R r | S s | T t | U u   | Ú ú   | V v |
| W w | Y y | Z z | C c | Sh sh | Ch ch |     |